# Corias (lugar)
Corias (oficialmente en asturiano: Courias) es una entidad singular de población, con la categoría histórica de aldea, perteneciente al concejo de Pravia, en el Principado de Asturias (España). Se enmarca dentro de la parroquia homónima de Corias. Alberga una población de 85 habitantes (INE 2009) y está situado en la margen izquierda de los valles bajos del río Narcea.
Las principales vías de comunicación son las carreteras AS-16 y AS-347, que comunica Corias con Pravia y Cornellana.
Está situada a una altitud de 30 m y dista 7 km de Pravia, la capital del concejo.